# 北岳山
北岳山（：／ Bugak-san，又稱白岳山）是位于韓國首爾特別市景福宫以北的花岗岩山峰，主峰標高海拔342公尺。它与仁王山、骆山、南山共同构成了防护首尔的屏障。